# 亞歷山德里夫卡 (科帕奇夫卡市鎮)
50°52′58″N 25°15′19″E / 50.88278°N 25.25528°E
亞歷山德里夫卡（烏克蘭語：Олександрівка），是烏克蘭的村落，位於該國西部沃倫州，由盧茨克區的科帕奇夫卡市鎮負責管轄，面積0.8平方公里，海拔高度232米，2001年人口248，人口密度每平方公里310人。